# Baguer-Pican
Baguer-Pican är en kommun i departementet Ille-et-Vilaine i regionen Bretagne i nordvästra Frankrike. Kommunen ligger i kantonen Dol-de-Bretagne som tillhör arrondissementet Saint-Malo. År 2022 hade Baguer-Pican 1 764 invånare.

## Befolkningsutveckling
Antalet invånare i kommunen Baguer-Pican
Referens:INSEE